# Ezcaray
Ezcaray é um município da Espanha 
na província e comunidade autónoma de La Rioja, de área 142,85 km² com população de 2010 habitantes (2007) e densidade populacional de 14,34 hab/km².
Localiza-se no extremo ocidental da Sierra de la Demanda, no curso alto do rio Oja. Desde sempre, Ezcaray é um foco de atração turística pelo seu pitoresco e bem conservado núcleo histórico.

## Demografia
| Variação demográfica do município entre 1991 e 2004 | Variação demográfica do município entre 1991 e 2004 | Variação demográfica do município entre 1991 e 2004 | Variação demográfica do município entre 1991 e 2004 |
| --------------------------------------------------- | --------------------------------------------------- | --------------------------------------------------- | --------------------------------------------------- |
| 1991                                                | 1996                                                | 2001                                                | 2004                                                |
| 1749                                                | 1812                                                | 1912                                                | 2050                                                |

## Património
- Palácio de Torremuzquiz
- Palácio de Ángel
- Palácio do Arcebispo Barroeta
- Igreja de Santa María la Mayor, de estilo gótico aragonês, construída ao longo de vários séculos e com uma estrutura que se assemelha a uma fortaleza medieval. No seu interior destaca-se o belíssimo retábulo maior, dp século XVI.
- Real Fábrica de Tapices de Santa Bárbara, fundada en 1752, que hoje acolhe um albergue e a actual câmara municipal.